# Genyatremus
Genyatremus – rodzaj ryb z rodziny luszczowatych.

## Klasyfikacja
Gatunki zaliczane do tego rodzaju:
- Genyatremus dovii
- Genyatremus luteus